# タイドライン・ブルー
『タイドライン・ブルー』は、日本のSFテレビアニメ作品。飯田馬之介監督、テレコム・アニメーションフィルムの制作で、2005年7月から9月にかけてテレビ朝日、朝日放送で放送。1か月遅れでキッズステーションで放送された。漫画化され『チャンピオンRED』（秋田書店）で2005年8月号から2006年5月号まで連載された。
陸地の90%が水没した近未来の地球という設定の下、潜水艦が活躍する海洋冒険アクションもの。漫画家の小澤さとるのアイデアを元にして飯田馬之介が企画したアニメオリジナル作品。双子の兄弟の対立を軸に「誤解と瓦解」をキーワードに和解のドラマが描かれる。

## あらすじ
ある日大地と人類を半分以上飲み込んだ天変地異が起きた、人類はそれを“ハンマー・オブ・エデン”と呼んだ、それから14年、運良く生き残った人類はその破壊された地上の混乱と絶望から立ち上がり秩序と平和を取り戻そうと模索しつづけていた。

## 登場人物
キール
声 - 阪口大助
主人公。世界で最も恵まれた都市・ヤビツで暮らす14歳の少年。
幼い頃に家族と生き別れとなり、現在は新国連事務総長のアオイに引き取られているが、アオイのことを「仕事ばかりの人間」として嫌っている。イスラに想いを寄せているが、その事を伝えられないでいる。直情的な性格の持ち主。
アオイに頼ることを良しとせず、仲間と組んでイカサマ賭博をして暮らしていたが、「ユリシーズ」によるヤビツ攻撃の際、イスラを守るために「ユリシーズ」に乗り込む。当初は他力本願で自分勝手な行動ばかりしていたが、グールドたちと接する内に自分の意志で行動するようになる。
ティーン・グールド
声 - 浪川大輔
「ユリシーズ」艦長グールドの副官を務める14歳の少年。幼少時にグールドに拾われて軍人として育てられた。
グールドの使者としてヤビツを訪れた際にキールと再会し、彼とイスラを「ユリシーズ」に避難させる。自身はその際に新国連軍の捕虜となりアオイの元に送られ、新国連の理想に触れることになる。
最終的にキールと和解するが、自身を置き去りに消息を絶ったユリシーズと養父グールドを捜し、世界中を放浪することになる。
イスラ
声 - わくさわりか
自作のアクセサリーを売って生活している彫金師の少女。16歳。
妊娠し未婚の母となるが、現実に絶望することなく明るく振る舞う芯の強い少女である。「ユリシーズ」では率先して艦内の雑用を引き受けており、艦内では人気者となっている。
マユゲ
声 - 奥田啓人
キールやティーンに懐いているダチョウ。人語を理解出来る。食糧にされそうになったため脱走し、そのままティーンと共に行動する。アオイとの相性は悪い。
アオイ
声 - 榊原良子
新国連事務総長にしてキールの養母。
"ハンマー・オブ・エデン"後の世界を新国連を中心にした新しい秩序の下にまとめ上げようとしているが、大国間の権力争いに振り回され実現出来ずにいる。政治家としては優秀だが、キールとの接し方が分からず苦悩している。
グールド
声 - 土師孝也
米海軍戦略原潜「ユリシーズ」の艦長。新国連と敵対していた某国との停戦調印式に出席した際に停戦を反故にした某国の攻撃を受け、顔の右半分を焼く重傷を負う。
戦争を嫌悪し、かつてはアオイの掲げる理想に賛同していたが、停戦調印式の際に部下を全員喪ってからはアオイとは別のやり方で世界平和を目指そうと考えるようになり、新国連との決別を宣言し、全世界に対し宣戦布告する。
最終的にティーンを置き去りに消息を絶つ。
ジョゼ
声 - 氷上恭子
「ユリシーズ」副長。19歳の女性。グールドを敬愛している。
軍人としては優秀だがそれ以外のことは何も出来ず、キールと共に行動していた時には不安に打ちのめされ、普段からは想像出来ないほど狼狽していた。
里山一馬
声 - 横堀悦夫
海上自衛隊イージス護衛艦（新国連艦隊旗艦）「てしお」艦長。かつてはグールドと共にアオイの新国連設立に賛同し腹心となった一人で、現在は道を違えたグールドに激しい敵意を抱いている。
ブランタイル
声 - 森田順平
原子力空母「エレクトラ」の艦長。「ユリシーズ」の攻撃で壊滅したヤビツの復興作業に従事する。
「てしお」副長
声 - 鈴木達央
里山の補佐を務める。
クラン
声 - 石上裕一
ステルス巡洋艦「ゴトランド」艦長。グールドの教え子。「ユリシーズ」を追い込むために陽動を引き受け撃沈される。
サンジュン
声 - ふくまつ進紗
新国連副事務総長。アオイの補佐を務め、新世界地図のホロタンクのある部屋を管理している。
劉虔
声 - 星野充昭
魏国大統領。新国連の理念に否定的で、総会の場でも自国の利益ばかり追い求めている。
キング
声 - 楠見尚己
アメリカの石油王。アオイに協力的な人物。
チェンレーシ
声 - 本名陽子
チベットの若き法王。アオイに新秩序構築への協力を求められた。
船長
声 - 宝亀克寿
船の修理をして生計を立てる浮きドックの船長。海の男らしく荒っぽい性格をしているが、一度交わした約束は守る律儀な人物。キールとの賭博勝負に負け、「ユリシーズ」の修理を請け負う。
アンジー
声 - 小池亜希子
キールと共にイカサマ賭博をしていた少女。「ユリシーズ」のヤビツ攻撃の後、チベットに避難する。
サンシャイン
声 - 大須賀純
キールと共にイカサマ賭博をしていた少年。「ユリシーズ」のヤビツ攻撃の際、混乱の中で命を落とす。
キール
イスラの子供。名前の由来は、お産を手助けしてくれたキール。しかし、本当にお産を手伝ったのはキールではなくティーンだった。
エマ
声 - 園田恵子
キールとティーンの母親。キールとティーンと共に地球に帰還する際、宇宙船の事故で死亡した。
KC
声 - 小形満
キールとティーンの父親。妻子とともに宇宙基地「フリーダム」に駐在していたが家族を地球に逃がし、一人残って地形が激変した世界地図を作っている。

## 登場艦艇
ユリシーズ
水中排水量：27,777t 全長：202m 全幅：18.4m 全高：31.1m
元アメリカ海軍所属の戦略型原子力潜水艦。艦長はグールド。戦略原潜と攻撃型原潜が、戦略原潜の前方下部を経由して上下に連結されているという特異な形状をしている。武装として戦略原潜部上部のVLS（24セル）や船体前面・側面に魚雷発射管を備えており、SLBM、SLCM、通常魚雷、ハープーン対艦ミサイルが発射可能。また、船体後方にはデコイ発射管も持っている。下部の攻撃原潜部分に小型潜航艇「ルーパー」3隻を格納しており、潜航中に発進・収容することが可能。
ルーパー
ユリシーズに3隻が格納されている小型潜航艇。水陸両用であり、船体下部のキャタピラによる地上走行も可能な他、陸上用と水上用にそれぞれ個別のハッチを有している。固定武装は施されていないが、魚雷発射装置を外付けすることは可能。潜航可能深度はあまり深くない。
てしお
基準排水量：5,050t 全長：160m 全幅：18.7m 全高：49.7m
元海上自衛隊所属のイージス護衛艦。艦番号は177で、現在は新国連艦隊の旗艦を務めている。艦長は里山一馬二佐。武装として多弾頭アスロック対潜ロケットやSSM-1B対艦ミサイル、スタンダードミサイルSM-3を発射可能な18セルのVLSを前甲板に有する他、短SAM2基、54口径127mm単装速射砲1基、CIWS2基を装備している。また、船体後部にヘリ格納庫とヘリポートを有しており、対潜ヘリを艦載する事も可能である。長船首楼型の船体や前後甲板に配置されたVLSなどはこんごう型護衛艦に似ているが、基準排水量は少なく、AN/SPY-1レーダーやヘリコプター甲板の位置なども実在する護衛艦と異なる構造になっている。
漢（ハン）
水中排水量：11,050t 全長：120m 全幅：25.3m 全高：21.2m
魏国所属の攻撃型原子力潜水艦。幅広で有機的な形状をしており、無音航行装置を装備している。武装はロケット魚雷。
ゴトランド
基準排水量：12,032t 全長：155m 全幅：40.4m 全高：40.1m
元スウェーデン海軍所属のステルス巡洋艦。現在は新国連艦隊所属。艦長はクラン大尉。ゴトランド級のネームシップで、同型艦「トレクレノール」も存在する。「ステルス巡洋艦」の名の通り、ステルス性を重視した形状をしている。武装としてVLS、対艦ミサイル、速射砲1基、CIWS3基を有する他、艦橋後部にヘリポートを有しており、対潜ヘリを発着艦させる事も可能。
なるしお
元海上自衛隊所属の通常動力型潜水艦。現在は新国連艦隊所属。おやしお型潜水艦に似た葉巻型船体を持つ。

## 世界観・用語
ハンマー･オブ･エデン
作中の時代の14年前に起こった未曾有の天変地異。水の惑星とのニアミスにより地表の90％が津波に飲み込まれ、人類の大半が命を落とした。生き残った人々も荒廃した世界で飢餓と貧困に苦しみ、その爪あとは大きい。また、単純に海抜が上昇しただけではなく、大規模な気象、海象の急変が起こり、また地殻変動やポールシフトが起こったことを匂わせる描写もある。
新国連
国際連合にかわって元国連職員のアオイによって立ち上げられた国際機関。ヤビツの原子力空母「エレクトラ」を本部としている。
武力によらない秩序の構築と復興の実現を基本理念としており、ハンマー･オブ･エデン後も存続ないし新興の諸国の協調を呼びかけているが、各国の利害や思惑を抑え切れていないのが実情である。アメリカ海軍や海上自衛隊など各国残存海軍の有志の艦で構成された艦隊を有している。
ヤビツ
島の頂上にハンマー･オブ･エデンの際に漂着した原子力空母があり、そのエネルギーを利用することで栄えている町。街並みや近海に水没した鳥居と、道路の行先表示板の内容からかつての日本のヤビツ峠付近に位置していると見られる。
新国連の総会を狙ったユリシーズの襲撃により甚大な被害を受ける。
魏国
東アジアの大国。新国連の構成国だが、その理念には懐疑的である。
テンゲルとの対立関係にグールドが介入し、核の脅威をもって停戦とユリシーズへの協力を要求される。その後ユリシーズへの報復のため新国連軍とは別に潜水艦を差し向ける。
テンゲル
世界の食糧生産量の四分の一を担っている農業国。食料を外交カードに新国連での地位を高めようとする。
魏国ともどもユリシーズの脅迫じみた和平勧告を受け入れさせられる。
アメリカ
南部の石油産業が中心となって再建された国で、新国連とはNORADと情報を共有するなど関係は深い。
チベット
法王チェンレーシを中心とした宗教国家。海抜上昇によって海に面するようになり、ラサが港湾都市として発展、海上交易の中継地点として栄えている。
新国連の理念に理解を示すものの、積極的に協力することは控えている。

## スタッフ
- 原作 - 小澤さとる、飯田馬之介、バンダイビジュアル
- 監督 - 飯田馬之介
- シリーズ構成 - 山田由香
- キャラクター原案 - 山下明彦
- キャラクターデザイン・総作画監督 - 滝口禎一
- 設定 - 友永和秀、横堀久雄
- メカニックデザイン - 山根公利
- プロップデザイン - 宇田明彦
- アクション作監 - 野口寛明
- 美術監督 - 白石誠
- 色彩設計 - 山本智子
- 撮影監督 - 市川幸彦
- 編集 - 笠原義宏
- 録音監督 - 佐藤敏夫
- 音楽 - 斉藤恒芳
- プロデューサー - 杉山潔、清水暁、ヘドウィック・シュレック
- 制作 - テレコム・アニメーションフィルム、テレビ朝日
- 製作 - バンダイビジュアル

## 主題歌
オープニングテーマ「Blue treasure」
作詞・作曲・歌 - 栗林みな実 / 編曲 - 飯塚昌明
エンディングテーマ「VOICE」
作詞・作曲・編曲 - R・O・N / 歌 - 鈴木達央

## 各話リスト
| 話数 | サブタイトル       | 脚本     | 絵コンテ   | 演出       | 作画監督   |
| ---- | ------------------ | -------- | ---------- | ---------- | ---------- |
| 1    | 浮上する亡霊       | 山田由香 | 飯田馬之介 | 小山田桂子 | 滝口禎一   |
| 2    | 裏切者             | 山田由香 | 友永和秀   | 小山田桂子 | 八崎健二   |
| 3    | ドゥーラビィーラ   | 山田由香 | 矢野雄一郎 | 小山田桂子 | 中路景子   |
| 4    | 役割り             | 山田由香 | 富沢信雄   | 小田原男   | 山縣亜紀   |
| 5    | 攻撃               | 笹野恵   | 矢野雄一郎 | 辻泰永     | 馬場健     |
| 6    | K2                 | 笹野恵   | 飯田馬之介 | 小山田桂子 | 末永宏一   |
| 7    | 祈りの都市（まち） | 山田由香 | 矢野雄一郎 | 富沢信雄   | 宮本佐和子 |
| 8    | 再会               | 山田由香 | 眉月裕     | 小田原男   | 山縣亜紀   |
| 9    | 新しい地図         | 山田由香 | 眉月裕     | 小山田桂子 | 滝口禎一   |
| 10   | 別れ               | 笹野恵   | 友永和秀   | 辻泰永     | 末永宏一   |
| 11   | メタセコイア海戦   | 山田由香 | 矢野雄一郎 | 小山田桂子 | 中路景子   |
| 12   | ブルー             | 山田由香 | 飯田馬之介 | 小山田桂子 | 宮本佐和子 |
| 13   | 兄弟               | 山田由香 | 矢野雄一郎 | 矢野雄一郎 | 滝口禎一   |

※第13話は地上波未放送、CSキッズステーションで再放送時に放映された。

## 放送局
| 放送地域   | 放送局             | 放送期間            | 放送日時           |
| ---------- | ------------------ | ------------------- | ------------------ |
| 関東広域圏 | テレビ朝日         | 2005年7月6日 - 9月  | 水曜 26:40 - 27:10 |
| 近畿広域圏 | 朝日放送           | 2005年7月12日 - 9月 | 火曜 27:14 - 27:44 |
| 日本全域   | キッズステーション | 2005年8月 - 10月    |                    |